# Bruges (Gironda)
Bruges è un comune francese di 14 669 abitanti situato nel dipartimento della Gironda nella regione della Nuova Aquitania.
Fa parte della periferia di Bordeaux.

## Società

### Evoluzione demografica
Abitanti censiti